# Hegyi erszényespele
A hegyi erszényespele (Burramys parvus) az emlősök (Mammalia) osztályának az erszényesek (Marsupialia) alosztályágához, ezen belül a Diprotodontia rendjéhez és az erszényespele-félék családjába tartozó Burramys nem egyetlen élő faja.

## Elterjedése
Délkelet-Ausztrália havasain él. Két kis méretű populációja ismert, az egyik Új-Dél-Wales délkeleti részén, a másik Victoria keleti részén.
Kifejezetten hegyvidéki faj 1500 és 1800 méteres tengerszint feletti magasságban fordul elő. Ausztrália egyetlen kifejezetten hegyvidéki erszényes állata.

## Megjelenése
Kis méretű, egérszerű megjelenésű erszényesfaj. Testhossza 10-13 centiméter, farokhossza 13-16 centiméter, súlya 30-60 gramm.
Sűrű bundája szürkésbarna színű.
Tavasszal, a hormonszint megváltozásakor a szaporodó hímek bundája rozsdavörös.

## Életmódja
A nőstény hegyi erszényespele akár 12 évig is élhet, háromszor annyi ideig mint a hím. Továbbá a hegyi erszényespele akár hat hónapig is képes téli álmoz aludni.

## Szaporodása
A nőstény két heti vemhesség után akár nyolc kölyöknek is életet adhat, de csak a legerősebb négy éri meg a felnőttkort.

## Természetvédelmi helyzete
A fajt először kövület formájában ismerte meg a tudomány. Megkövült maradványaira az 1950-es években találtak rá.
1966-ban egy síkunyhó közelében elfogtak egy ismeretlen erszényes fajt, amelyről meglepő módon kiderült, hogy azonos a hegyi erszényespele megkövült maradványaival.
1995-ben már fogságban szaporították. 2000-ben a Mount Blue Cow hegységben a házi macskák majdnem teljesen kiirtották a fajt. 2003-ban az erdőtüzek nagy kárt okoztak élőhelyében.
A faj fennmaradása szempontjából igen problémás, hogy élőhelyei egy olyan vidéken fekszenek, mely igen keresett síparadicsom.
A faj teljes elterjedési területe (a két egymástól elkülönült populáció területét összeadva) nem több, mint 10 km2. A faj teljes egyedszámát 2600 egyed körüli mennyiségre becsülik. A Természetvédelmi Világszövetség a fajt a „kihalóban” kategóriába sorolja. Még ma is eltökélten próbálják megmenteni a hegyi erszényespelét.

## Fordítás
- Ez a szócikk részben vagy egészben  a   Bergbilchbeutler című német Wikipédia-szócikk fordításán alapul.  Az eredeti cikk szerkesztőit annak laptörténete sorolja fel. Ez a jelzés csupán a megfogalmazás eredetét és a szerzői jogokat jelzi, nem szolgál a cikkben szereplő információk forrásmegjelöléseként.